# Masahide Kawamoto
Masahide Kawamoto (川元 正英 Kawamoto Masahide?,  nacido el 21 de junio de 1971 en Kanagawa) es un exfutbolista japonés. Jugaba de defensa y su último club fue el Kawasaki Frontale de Japón.

## Trayectoria

### Clubes
| Club              | País  | Año         |
| ----------------- | ----- | ----------- |
| Kawasaki Frontale | Japón | 1994 - 1999 |